# Rapala nicevillei
Rapala nicevillei är en fjärilsart som beskrevs av Swinhoe 1911. Rapala nicevillei ingår i släktet Rapala och familjen juvelvingar. Inga underarter finns listade.